# Siegfried Kranl
Siegfried Kranl (* 1919; † 16. Oktober 1978 in Berlin) war ein deutscher Gebrauchsgrafiker und Karikaturist.

## Leben und Werk
Zur Vita Kranls vor 1945 fanden sich keine Informationen. Er arbeitete in der sowjetischen Besatzungszone bzw. der DDR in Berlin als Gebrauchsgrafiker, u. a. auch als Pressezeichner und Illustrator. Er gestaltete und illustrierte Bücher, insbesondere mehrere Grundschul-Lehrbücher für den Verlag Volk und Wissen, machte grafische Arbeiten für die DEFA und entwarf Filmplakate.
Kranl war Mitglied des Verbands Bildender Künstler der DDR. Seine grafischen Arbeiten, u. a. politische Karikaturen, die stilistisch an die Darstellungsweise der proletarischen Karikatur der Weimarer Zeit anknüpften, entsprachen gänzlich der politischen Linie der DDR-Führung, und er wurde u. a. 1974 mit dem Vaterländischen Verdienstorden in Silber geehrt.
Der Bildindex der Kunst & Architektur nennt Zeichnungen Kranls als Exponate auf der Dritten Deutschen Kunstausstellung. Lt. Katalog war Kranl auf dieser Ausstellung aber nicht vertreten.

## Teilnahme an Ausstellungen (mutmaßlich unvollständig)
- 1952: Bautzen, Görlitz und Zittau (Wanderausstellung „Berliner Künstler“)
- 1954: Berlin, Zentrales Haus der Deutsch-Sowjetischen Freundschaft („I. Deutsche Karikaturenausstellung“)
- 1955: Berlin, „Zeitgenössische Deutsche Grafik“, Verband bildender Künstler Deutschlands[1]
- 1960: Berlin, Bezirkskunstausstellungen
- 1972/1973 und 1977/1978: Dresden, VII. und VIII. Kunstausstellung der DDR

## Von Kranl entworfene Filmplakate (mutmaßlich unvollständig)
- Die Mörder sind unter uns (1946)[2]
- Wozzek (1947)[3]
- Straßenbekanntschaft (1948)[4]
- Königskinder (1962)[4]
- Die Abenteuer des Werner Holt (1965)[4]
- Osceola (1971)[4]
- Tecumseh (1972)[4]
- Der Dritte (1972)[4]
- Wolz – Leben und Verklärung eines deutschen Anarchisten (1973)[4]
- Die Elixiere des Teufels (1973)[4]
- Apachen (1973)[4]
- Wolz – Leben und Verklärung eines deutschen Anarchisten (1974)[5]
- Lotte in Weimar (1975)